# Смычок (телесериал)
«Смычок» — драматический телесериал российского режиссёра Александра Цоя. По сюжету Арсений по прозвищу Смычок (Марк Эйдельштейн) юный скрипач, приехав в Петербург, ввязывается в опасный бизнес. В ролях также Катерина Беккер, Илья Халмурзаев, Александр Яцко, Рузиль Минекаев и тд.

## Сюжет
Приехав в Петербург, юный скрипач ввязывается в опасный бизнес. Драма со звездой «Аноры» Марком Эйдельштейном.
Молодой скрипач Сеня — по прозвищу Смычок из Пятигорска хочет поступить в петербургскую консерваторию. В поезде он знакомится с девушкой Лерой, которая просит Сеню пронести через вокзал свёрток. Тот обнаруживает наркотики и немедленно избавляется от них, считая, что легко отделался. Прослушивание проходит успешно, парня из Пятигорска зачисляют в консерваторию. А вечером к Сене приходят Лера и её друг-бугай Тимур. Скрипач буквально слил их товар и теперь должен отработать понесённые потери. Теперь до обеда Сеня играет Баха и Дебюсси, а ближе к ночи бегает по обшарпанным подъездам и делает закладки за батареями и в других укромных уголках. В то же время Сеня потихоньку начинает подрабатывать, играя на закрытых концертах по вечерам. А в консерватории он знакомится с пианисткой Ингой и начинает искать пути выхода из этого замкнутого круга.

## В ролях
- Марк Эйдельштейн — Смычок, Сеня
- Катерина Беккер — Даша
- Илья Халмурзаев — Марк
- Полина Давыдова — Инга
- Рузиль Минекаев — Макс
- Кристина Кучеренко — Лера
- Михаил Кремер — Филипп
- Лев Малишава — Михо
- Екатерина Соколова-Жубер — Аля
- Александр Яцко — Корогодский
- Софья Эль-Гедави — Тамара, дочь Михо
- Татьяна Колганова — мама Сени
- Евгений Иванов — отец Сени
- Евгений Сидихин — отец Филиппа, Валентин

## Производство
Съёмки сериала «Смычок» стартовали в Санкт-Петербурге осенью 2021 года.
В команде по созданию сериала также участвовал бывший игрок КВН Руслан Сорокин, основатель кинокомпании «Среда».
Основная съёмочная локация: заброшенные строительные котлованы, тёмные улицы спальных районов и сцены ночных заведений.
Премьера сериала состоялась 13 мая 2022 года на платформе START.

## Отзывы
В еженедельнике Time Out было написано: 

«Знакомые истории в сериале не выглядят вторичными. Линии повествования стягиваются в тугой узел, а поведение героев непредсказуемо — и это создаёт интригу, заставляя с нетерпением ждать выхода новых серий».— Анна Самойлова
В еженедельнике «7 дней» было написано: 

«Смычок» довольно аккуратно сделан, но у него не рвётся там, где тонко — он убедительно рассказывает историю и развивает психологию своих персонажей, а заодно формирует убедительный образ современной России.— Иван Афанасьев
В газете «Комсомольская правда» было написано:

Хуже всего то, что примерно понятно, что будет дальше.— Сергей Ефимов